# نادر قيراط
نادر قيراط، مغني تونسي ولد في (16 مايو 1986) اشتهر بعد فوزه بالمركز الأول في مسابقة ستار أكاديمي في موسمها الخامس عام 2008، حاصلا على نسبة تصويت 34.44%، يليه محمد قويدر بنسبة 34.04%، وسعد رمضان بنسبة 31.52%. وهو أول مغني متسابق يفوز بالمركز الأول مغنيا بشكل أساسي أغان غير عربية.
درس نادر قيراط الاقتصاد، ويعزف على الإيتار الكلاسيكي والإلكتريك. يغني بعدة لغات من العربية إلى الفرنسية إلى الإسبانية. عندما اشترك في البرنامج عمره كان 21 سنة. يقول أنه يهوى التلحين والعزف والتمثيل، ومن هواياته غير الفنية الرياضة والسفر والإنترنت والسينما.
بعد نجاحه في المسابقة أصدر أغنية بالفرنسية L'ange Perdu (ومعناه الملاك المفقود) كلمات أيمن جودة، موسيقى مروان خوري ومرافقة موسيقية من الأوركسترا السيمفونية الوطنية الأوكرانية بقيادة فؤاد فاضل.

## أغاني
- L'ange perdu

## وصلات خارجية
- موقع نادر قيراط على فيسبوك  على فيسبوك.
- شريط فيديو أغنية L'ange perdu على يوتيوب

| سبقه شذى حسون | الفائز بلقب ستار أكاديمي موسم 2007-2008 | تبعه عبد العزيز عبد الرحمن |